# Вилладж Парк (стадион)
Стадион Вилладж Парк (англ. Village Park (stadium)) — второй стадион из двух на острове Ниуэ (владение Новой Зеландии) в южной части Тихого океана.
На стадионе проходят соревнования по регби и матчи чемпионата Ниуэ по футболу.
Вместимость трибун — 1 000 зрителей, что больше числа жителей и самого посёлка Хакупу (около 170) и близлежащей столицы Алофи (около 700)